# Carbonaia

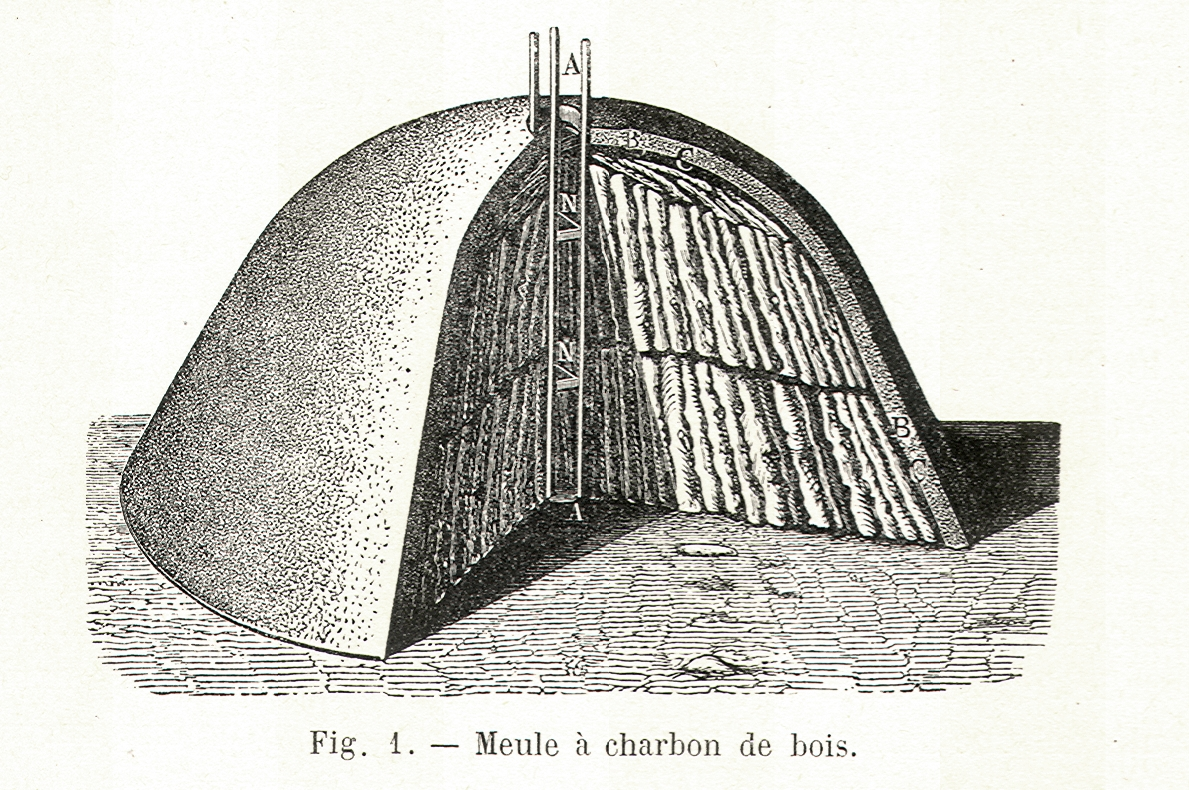
Struttura di una carbonaia

La carbonaia era una tecnica molto usata in passato in gran parte del territorio alpino, subalpino e appenninico, per trasformare la legna, preferibilmente di faggio, ma anche di abete, larice, frassino, castagno, cedro, pino e pino mugo, in carbone vegetale.
Nonostante questa tecnica abbia subito piccoli cambiamenti nel corso dei secoli, la carbonaia ha sempre mantenuto una forma di montagnola conica, formata da un camino centrale e altri cunicoli di sfogo laterali, usati con lo scopo di regolare il tiraggio dell'aria. Il procedimento di produzione del carbone sfrutta la pirolisi, una sorta di combustione imperfetta del legno che avviene in condizioni di scarsa ossigenazione.

## Storia
Tra i lavori della montagna che testimoniano una secolare esistenza di duro lavoro c'era quello dei carbonai. Per numerosi secoli fino ai primi del '900, i boschi italiani furono luogo di lavoro per molti di questi "artisti del fuoco". Il carbone prodotto veniva trasportato verso le città per gli usi più disparati, il più richiesto era per la metallurgia già dai suoi albori il che comportò vasti disboscamenti nelle zone minerarie, in quanto il calore sviluppato era maggiore della legna. 
La Carboneria, la società segreta italiana dei primi anni dell'Ottocento, fondata su valori patriottici e liberali, deve il suo nome al fatto che i settari dell'organizzazione avevano tratto il loro simbolismo ed i loro rituali (vedi anche Alfabeto carbonaro) dal mestiere dei carbonai.

## La tecnica

### Preparazione del legname
La prima fase del lavoro consisteva nella preparazione della legna. I carbonai tagliavano gli alberi, generalmente nel periodo di luna calante, in una parte di bosco loro assegnato, rispettando alcune disposizioni di legge che prevedevano un diradamento delle piante e non un esbosco. 
Un documento storico della fine dell'800 così recita: "... La legna di faggio per fare carbone deve provenire dai tagli di diradamento eseguiti nelle giovani faggete e dai materiali di scarto."
Dopo la diramatura del legname, questo veniva portato ad una lunghezza di circa un metro e, dopo 10-15 giorni di essiccazione veniva trasportato nella piazza da carbone.

### La piazza da carbone
Queste piccole aree erano disseminate nei boschi a distanze abbastanza regolari e collegate da fitte reti di sentieri. Dovevano trovarsi lontane da correnti d'aria ed essere costituite da un terreno sabbioso e permeabile. Molto spesso, visto il terreno scosceso dei boschi, erano sostenute da muri a secco in pietra. In queste piazzole si ritrovano ancor oggi dei piccoli pezzi di legna ancora carbonizzata. Esse venivano ripulite accuratamente durante la preparazione del legname.

### Costruzione della Carbonaia

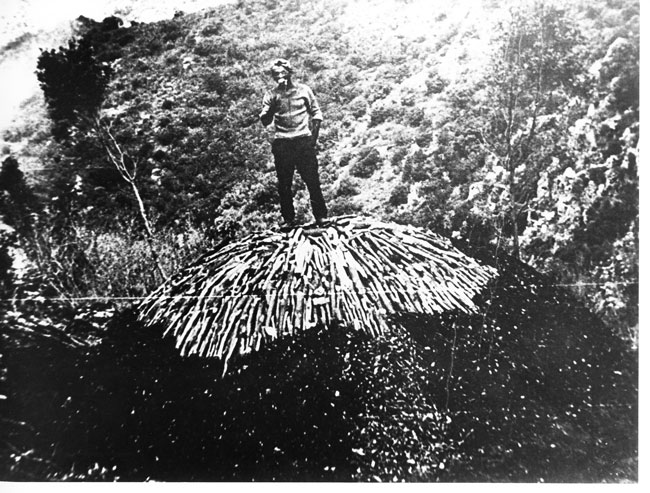
Pausa di lavoro sopra la carbonaia, sulla Montagna Pistoiese

Stabilito quale doveva essere il centro della carbonaia, la legna veniva disposta in cerchio. Per favorire la carbonizzazione, il legname più grosso doveva essere spezzato.
Tre pali di legno, alti circa 2-3 metri, venivano piantati saldamente nel terreno. Questi pali erano tenuti insieme da due cerchi formati con dei rametti. È proprio da questo centro che iniziava la cottura della legna.
Solo dopo aver piantato e legato i pali, i carbonai iniziavano a costruire la carbonaia, sistemando intorno ai 3 pali prima la legna più grossa (in quanto richiedeva più cottura), poi quella più  sottile, in modo da lasciare il foro centrale libero per sistemare poi le braci. La legna veniva ben stipata, per evitare interstizi aerati che potevano compromettere la riuscita della cottura. Tale sistemazione richiedeva 2 giorni di lavoro, svolto con una metodica affinata sempre più dall'esperienza e da una tradizione secolare.
Una volta conclusa la posa, la carbonaia assumeva la tipica forma conica arrotondata con un raggio di base di 2-3 metri.
Seguivano altri due giorni di lavoro per la copertura. Nella parte in basso, si collocavano a mo' di cintura rami di abete rosso. La parte più in alto veniva invece ricoperta da un alto strato di foglie secche ripulite dai rametti.  Questo strato di foglie doveva essere di 8–10 cm. Particolare cura si doveva avere nel ripulire più volte al giorno la zona della piazza che ospitava la carbonaia.
Il rivestimento di foglie veniva a sua volta ricoperto di terriccio ripulito dai sassi, allo scopo di isolare la legna dall'aria.

### Lacotturadel carbone
Nella fase di cottura servivano due pali, uno più sottile  per aprire dei fori di respiro, ed uno più grosso, usato quando si imboccava (ovvero riempire) la carbonaia. Acceso un fuoco per preparare le braci, si poteva aprire la bocca della carbonaia, che veniva imboccata con dei piccoli pezzi di legna e poi avveniva l'accensione mettendo nella bocca numerose braci.
Ai piedi della carbonaia si aprivano dei fori di respiro ad un metro di distanza l'uno dall'altro, che dovevano rimanere aperti per tutti i 13-14 giorni di cottura. Dopo qualche ora dall'accensione, quando il fumo usciva copioso, si alimentava il fuoco con nuova legna che doveva essere ben pressata con il palo più grande. Si chiudeva quindi la bocca ed il fumo a questo punto doveva uscire, dai fori in basso.
Per 4-5 giorni la carbonaia veniva alimentata in questo modo giorno e notte, finché una consistente fiammata alla sommità annunciava l'avvio definitivo del processo di carbonizzazione. La cottura iniziava nella parte in alto della carbonaia, per questo i carbonai aprivano dei fori con il bastone sottile, fori che venivano poi chiusi ed aperti via via più in basso per spostare la zona di cottura.
Dopo una decina di giorni la carbonaia assumeva un aspetto diverso: il terriccio di copertura diventava nero e le dimensioni si riducevano notevolmente; anche i fumi che uscivano dai fori assumevano un colore diverso. In questa ultima fase di cottura l'alimentazione della carbonaia avveniva ai lati dove si creavano degli affossamenti e non più dalla bocca, perché oramai inesistente. Per alimentare una carbonaia di 100 quintali ci volevano 8 quintali di legna.
Nel corso della carbonizzazione la legna diminuiva il suo volume del 40% e il suo peso dell'80%. Proprio per questo il carbonaio negli ultimi giorni doveva prestare molta attenzione affinché non si creassero dei vuoti d'aria all'interno che avrebbero potuto provocare l'incenerimento della carbonaia. Per evitare ciò doveva batterlo con il grosso bastone. In base al colore del fumo che fuoriusciva dai fori laterali, il carbonaio poteva vedere l'andamento della combustione: solo quando il fumo era turchino e trasparente il carbone era pronto.

### Lo stoccaggio
A cottura ultimata si iniziava la fase della scarbonizzazione che richiedeva 1-2 giorni di lavoro. Per prima cosa si doveva raffreddare il carbone con numerose palate di terra. Si procedeva quindi all'estrazione spegnendo con l'acqua eventuali braci rimaste accese. La qualità del carbone ottenuto variava a seconda della bravura ed esperienza del carbonaio, ma anche dal legname usato. Il carbone di ottima qualità doveva cantare bene, cioè fare un bel rumore.
Infine il carbone, quando era ben raffreddato, veniva insaccato e trasportato dai carrettieri verso la pianura per essere venduto. Di questo carbone si faceva uso sia domestico che industriale.

## Differenze territoriali
La procedura di produzione del carbone per mezzo della carbonaia era identica in tutta la penisola, ma tante sono le differenze locali nella toponimia e le usanze legate a questa tecnica.

### PojatBellunese

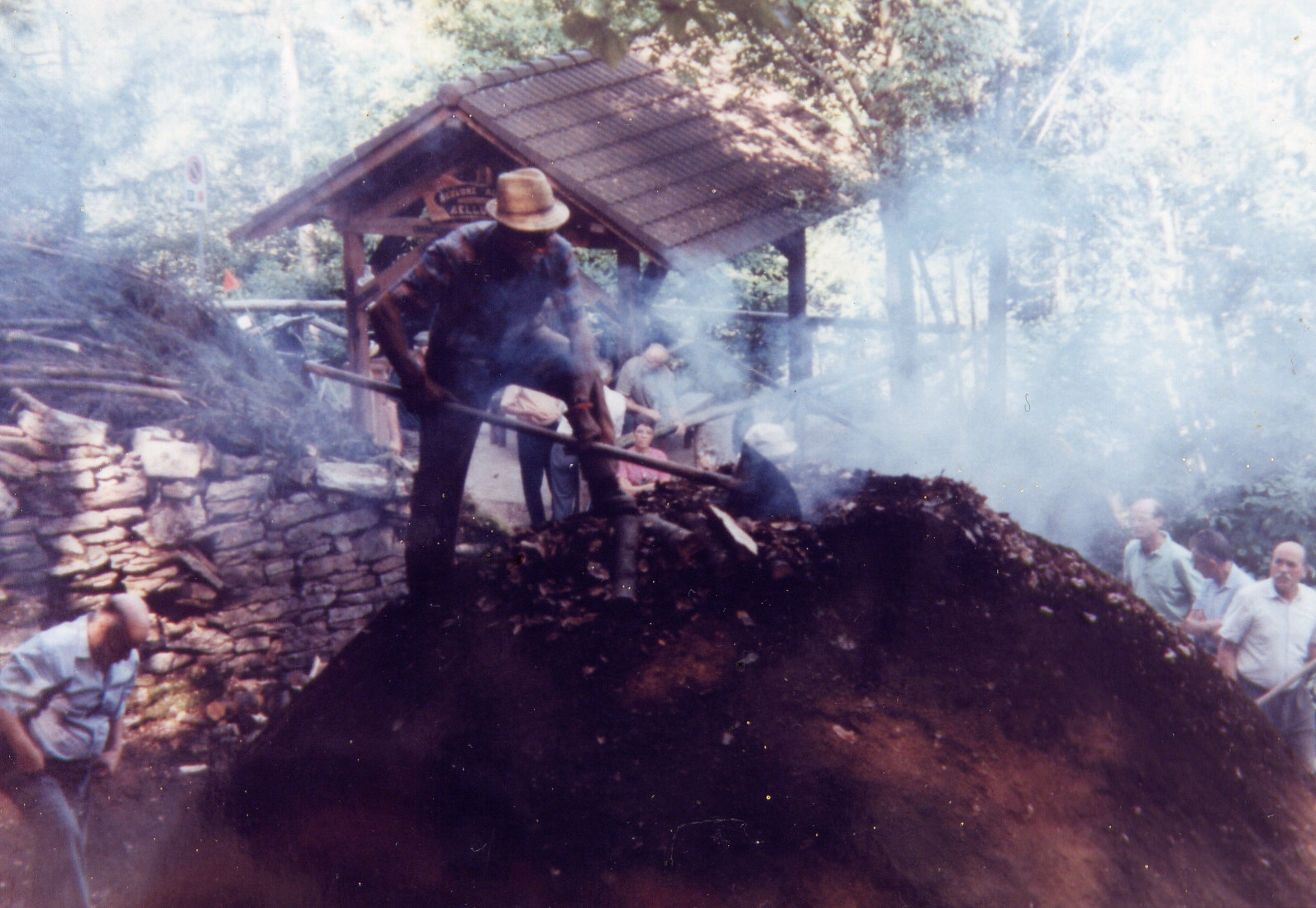
Al lavoro su un pojat

Quelli che seguono sono termini utilizzati nel bellunese legati alla tecnica della carbonaia:
- Pojat (è maschile) - Carbonaia
- jal - la piazza dove era costruita la Pojat
- Rož - cerchio di rametti che circonda come sostegno i pali portanti della Pojat.
- fumarol - palo sottile utilizzato per aprire dei fori di respiro nella Pojat
- furigon - palo robusto utilizzato per imboccare la carbonaia
- botoi - piccoli pezzi di legna con cui veniva imboccata la Pojat

I seguenti sono invece modi di dire legati al Pojat
- de averghe mes la camesa al pojat - di aver messo la camicia al pojat, ovvero coprire il Pojat di foglie, lavoro che di solito era svolto dai figli dei carbonai.
- par darghe da magnar quando che l'avea fan - per darle da mangiare quando aveva fame (la Pojat).
- al doea cantar ben - il carbone una volta cotto "doveva cantare bene"

Il carbone prodotto nella foresta del Cansiglio, veniva usato ai tempi della Serenissima, per alimentare i forni delle vetrerie di Murano.

### La carbonaia sulla Montagna Pistoiese e all'isola d'Elba

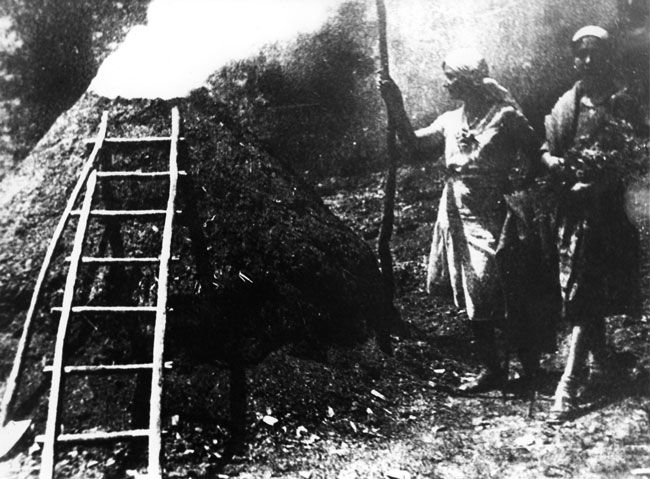
Montagna Pistoiese. Foto di due signore vicino alla carbonaia

Dalla Montagna Pistoiese generalmente partivano tutti i Carbonari che lavoravano nella Maremma toscana ed in quella laziale, nei mesi invernali. In questi luoghi infatti i carbonari venivano spesso chiamati "pistoiesi". Quella della Maremma era la migrazione stagionale più massiccia, fatta dai carbonari pistoiesi, che portarono il loro mestiere anche all'Elba, in Sardegna ed in Corsica. Quando i carbonai partivano si portavano dietro il cosiddetto Meo, un garzone adolescente che doveva provvedere alla cucina, all'accensione della carbonaia ed all'eventuale pulizia. Probabilmente il termine Meo deriva da San Bartolomeo.
Quella del carbone, assieme alla produzione del ghiaccio nelle ghiacciaie era la maggior fonte di sostentamento della Montagna Pistoiese.
Quelli che seguono sono termini utilizzati nella Montagna Pistoiese, legati alla tecnica della carbonaia:
- Frasca - rami sottili
- Fascina - frasche legate in fasci
- Randello ramo grosso di circa 1 metro
- Pellicce o iove - zolle di terra erbosa utilizzate per isolare in basso la carbonaia
- Mozzi - pezzetti di legno utilizzati per infuocare la carbonaia
- Pertica - palo robusto utilizzato per imboccare la carbonaia
- Sommodatura - pulitura del carbone dalla terra
- Vaio o Vaglio - mezzo utilizzato per l'imballaggio del carbone

Di seguito sono riportati termini utilizzati all'isola d'Elba legati alla tecnica della carbonaia:
- Rùcia - fogliame secco (dal latino ruscea)
- Calzolo - muretto in pietra alla base della carbonaia
- Banchina - serie di fori per la ventilazione interna della carbonaia
- Forcone - lungo palo per imboccare la carbonaia
- Èmbre o ènnere - arbusto del genere Cytisus usato per coprire il penultimo strato della carbonaia (dal latino emerus)

Molti canti di quei tempi parlano delle migrazioni e delle enormi sofferenze che queste provocavano.

## Discografia
- 2003 - Acqua foco e vento di Riccardo Tesi e Maurizio Geri